# Trochę poświęcenia
Trochę poświęcenia – opowiadanie polskiego pisarza fantasy Andrzeja Sapkowskiego o wiedźminie ze zbioru Miecz przeznaczenia.
W opowiadaniu występują:
- Geralt z Rivii – wiedźmin z cechu wilka.
- Jaskier – bard i poeta, bawidamek, wielbiciel piwa i urodziwych kobiet, przyjaciel Geralta.
- Essi Daven „Oczko” – poetka, przyjaciółka Jaskra, sympatyczna i miła dziewczyna o pięknych oczach.
- Agloval – książę, dumny i pyszny, zakochany w syrence Sh'eenaz.
- Sh'eenaz – syrenka, ukochana Aglovala.
- Drouhard – kupiec.

## Fabuła
Geralt i Jaskier wędrują po świecie w poszukiwaniu zajęcia. Trafiają przypadkiem na festyn we wsi Cztery Klony. Tam Jaskier wchodzi w konflikt ze Strażnikami Puszczy, zwanymi Leśniczymi, którzy znani byli z polowań na nieludzi. Bard obraża ich (układając poemat kończący się słowami „Chcesz być niczym, bądź Leśniczym”) i dochodzi do bójki. Interweniuje drużyna komesa Budiboga zwanego Łyskiem. Łysek okazuje się znajomym Jaskra i wszystko kończy się na zapłaceniu grzywny, która pochłonęła wszystkie ich pieniądze. Pozbawieni grosza przyjaciele szukają pierwszego lepszego zajęcia. Geralt zostaje wynajęty przez księcia Bremervoord – Aglovala jako tłumacz pomiędzy nim a syrenką Sh’eenaz, w której książę się zakochał. Wypływają więc na morze. Agloval, poprzez wiedźmina, prosi Sh’eenaz, by stała się kobietą i wyszła za niego. Syrenka odmawia i proponuje, by on sam został trytonem. Książę nie zgadza się i chce ją złapać w sieci, jednak Geralt odradza mu to, mówiąc o mieszkającym w wodzie krakenie.
Ponieważ wiedźmin nie wykonał swojego zadania, Agloval nie płaci mu ani grosza. Przyjaciołom zaczął dokuczać głód. Na szczęście pojawia się Drouhard, który proponuje Jaskrowi, by zagrał na zaręczynach jego syna, w zamian za co obiecuje strawę i kilkanaście talarów. Bard wyraża zgodę. Przyjaciele na zaręczynach spotykają znajomą Jaskra, Essi Daven zwaną Oczkiem. Dziewczyna pomimo „niezręcznego” przyjęcia przez Geralta nie obraża się na wiedźmina. Na przyjęciu pojawia się Agloval. Ma zlecenie dla Geralta. Otóż załoga jednego z jego statków łowieckich zginęła. Prawdopodobnie jest to sprawka jakiegoś potwora. Białowłosy musi zbadać sprawę i pozbyć się niebezpieczeństwa. Wieczorem, przed pójściem spać, Jaskier  i Geralt rozmawiają ze sobą na różne tematy. Bard wychwala urodę Oczka i nie może uwierzyć, czemu Geralt nie zwrócił na nią należytej uwagi, a cały czas wzdycha za Yennefer z Vengerbergu.
Rano Geralt i Oczko idą na spacer nad brzegiem morza. Czas płynie im przy miłej rozmowie. Spotkanie przerywa im jednak Agloval. Otóż miał on randkę z Sh’eenaz, czekał na nią nad brzegiem morza przez trzy godziny, aż nadszedł przypływ i zalał go. Teraz wracał do domu mokry i zły. Przypomina wiedźminowi o zleceniu i prosi go o szybkie działanie. Chwilę później pojawia się Sh’eenaz. Jest poirytowana faktem, że Agloval nie czekał na nią. Uważa, że prawdziwa miłość wymaga trochę poświęcenia. Na nic zdają się tłumaczenia Geralta.
Podczas odpływu Geralt wyrusza w miejsce napadu potwora na statek. Towarzyszy mu Jaskier. Widząc małże bard przypomina sobie o urodzinach Oczka i zbiera je w nadziei, że znajdzie perłę. Chwilę później Geralt odnajduje schody do legendarnego miasta Ys. Kiedy rozpoczął się przypływ, z wody wypływają tajemnicze stwory. To one napadły na rybaków. W walce wiedźmin zabija kilku przeciwników, zostaje ranny, a w ostatniej zaś chwili przed utonięciem ratuje go Sh’eenaz. Wiedźmin i Jaskier wracają do Essi. Oczko opatruje Geralta, a Jaskier jako prezent od Białowłosego wręcza jej małże. Okazuje się, że w skorupie była perła. Essi jest wdzięczna za prezent i wyjawia całą prawdę o swoich uczuciach do Geralta.
Nazajutrz  Geralt, Jaskier i Oczko idą do Aglovala. Wiedźmin wyjaśnia, że to mieszkańcy podwodnego miasta zabili rybaków i radzi, by przestali łowić w tym miejscu. Książę odmawia. Nie chce również zapłacić Geraltowi, mimo ostrego sprzeciwu Essi. Kłótnię przerywa pojawienie się Sh’eenaz, która poświęcając się dla miłości zamieniła swój syreni ogon na ludzkie nogi. Przyszła teraz do swojego ukochanego, który niezwykle ucieszył się na jej widok.
Wreszcie Geralt, Jaskier i Essi wyjeżdżają z wioski. Trubadurka kocha Geralta, jednak on nie odwzajemnia miłości. Podczas jednego z postojów Jaskier stwierdza, że wiedźmin i poetka muszą sobie wyjaśnić, co do siebie nawzajem czują. Geralt tłumaczy Essi, że nie może z nią być. Wkrótce nadchodzi dzień rozstania, w którym wszyscy troje urządzają uroczystą wieczerzę, po której Jaskier i Essi urządzili sobie zawody śpiewacze. Jaskier najdłużej pozostaje przy ognisku, układając balladę o miłości wiedźmina i poetki, choć nie zamierza jej nigdy nikomu śpiewać. Rano każdy udaje się w swoją stronę. Były to ostatnie chwile Essi i Geralta razem – 4 lata później poetka umiera na ospę. Jaskier wynosi jej ciało z Wyzimy i chowa je w lesie razem z lutnią i błękitną perłą, którą podarował jej Geralt.